# 試験にでる英熟語
試験にでる英熟語（しけんにでるえいしゅくこ）は、受験向け熟語集の参考書。
森一郎著で青春出版社から発行されている、昭和時代からの受験用英単語集のベストセラーである『試験にでる英単語』の姉妹本である。700の熟語が掲載されている。
初版は昭和43年で、昭和49年増補改定版が出されている。

巻頭の辞を梶木隆一、末永国明が担当している。